# Лакавица (община Гостивар)
Вижте пояснителната страница за други значения на Лакавица.
Лакавица, още Лъкавица или Лакайца (на македонска литературна норма: Лакавица; на албански: Llakavica), е село в Северна Македония, в община Гостивар.

## География
Селото е разположено в областта Горни Полог южно от град Гостивар в долината на Лакавишката река.

## История
В началото на ΧΙΧ век Лакавица е албанско село в Гостиварска нахия на Тетовска кааза на Османската империя. Андрей Стоянов, учителствал в Тетово от 1886 до 1894 година, пише за селото:
| „ | С. Лаканица. — Около 3/4 ч. надъ селото, върху една могила, се намиратъ развалини отъ стара крѣпость, именувани „Звездино кале“, а близо подъ развалинитѣ се съглеждатъ други купове развалини отъ бивши сгради, наречени „Самокови“, тъй като въ тѣхъ, по предание се знае, се е приготовлявало желѣзо, добивано отъ желѣзна руда, която сѫ копали низъ околнитѣ гори. | “ |

Според статистиката на Васил Кънчов („Македония. Етнография и статистика“) в 1900 година Лакайца (Лакавица) има 560 жители арнаути мохамедани.
В 1913 година селото попада в Сърбия. Според Афанасий Селишчев в 1929 година Лакавица е село в Големотурчанска община в Горноположкия срез и има 120 къщи с 546 жители албанци.
Според преброяването от 2002 година селото има 994 жители.
| Националност | Всичко |
| македонци    | 0      |
| албанци      | 990    |
| турци        | 0      |
| роми         | 0      |
| власи        | 0      |
| сърби        | 0      |
| бошняци      | 0      |
| други        | 4      |

## Личности
Родени в Лакавица
- Насер Сейдини (р. 1957), офицер, генерал-лейтенант от Северна Македония